# Takuma Hisa
Takuma Hisa (久 琢磨; 1895. – 31. listopada 1980.), japanski majstor borilačkih vještina. Izravni je učenik Sokaku Takede i Moriheija Ueshibe. Nositelj je Menkyo kaidena u Daito-ryu Aiki-ju-jutsu, 8. Dana u aikidu, 8. Dana u sumu i 5. Dana u judo-u. 

## Životopis
Takuma Hisa je rođen u prefekturi Kōchi 1895. godine. U mladosti se bavio sumo hrvanjem. Bio je kapetan sumo kluba na poslovnoj školi Kobe (danas Sveučilište Kobe), te osvojio studentsko prvenstvo All-Kansai u sumu. Kasnije je postao ravnatelj općih poslova u Asahi News u Osaki. Savjetovano mu je da nauči Daito-ryu aiki-jujutsu za samoobranu, zbog čega je predstavljen Moriheiju Ueshibi, postajući na taj način jedan od njegovih ranih prijeratnih učenika. Kasnije (1936.) je vježbao izravno kod Sokaku Takede kada je ovaj došao predavati u dojo Asahi News. Godinu dana kasnije primio je Kyoju Dairi (certifikat za podučavanje) i dodijeljen mu je rang Menkyo kaiden (kompletno učenje) 1939. godine, izravno od Sokaku Takede. Kasnije je postao jedan od najistaknutijih učitelja Daito-ryu aiki-jujutsu-a. Godine 1959. godine osnovao je aikido klub Kansai, kako bi podučavano Ueshibine i Takedine tehnike. Takuma Hisa se pamti i po sastavljanju kataloga tehnika s fotografija snimljenim u dojou Asahi News na kojima se nalaze Morihei Ueshiba i Sokaku Takeda. Katalog danas predstavlja neprocjenjiv povijesni izvor za rani razvoj aikida.

## Vanjske povezice
- Aikido Journal
- Kannagara no Budo, Daito-ryu Aiki Budo Hiden - by Takuma Hisa, 1940